# Chillón (fiume)
Il Chillón (in spagnolo Río Chillón) è un fiume situato nella parte occidentale del Perù. Le sue acque provengono dai ghiacciai delle Ande e sfocia nell'oceano Pacifico, nella regione di Callao, nei pressi di Lima. Il Chillón ha il suo massimo volume d'acqua durante i mesi estivi (da dicembre a marzo). La valle del fiume è un territorio molto fertile, come dimostra la presenza di numerosi insediamenti umani pre-ispanici.